# Климовская волость (Новозыбковский уезд)
Кли́мовская волость — административно-территориальная единица в составе Новозыбковского уезда, существовавшая в 1923—1929 годах.
Центр — посад Климов (ныне пгт Климово).

## История
Волость была образована путём слияния Чернооковской волости и частей Лакомобудской, Новоропской и Великотопальской волостей.
В 1929 году, с введением районного деления, волость была упразднена, а на её территориальной основе был сформирован Климовский район Клинцовского округа Западной области (ныне в составе Брянской области).

## Административное деление
По состоянию на 1 января 1928 года, Климовская волость включала в себя следующие сельсоветы: Бобковский, Брахловский, Гетманобудский, Истопский, Каменский, Климовский, Курозновский, Лакомобудский, Лобановский, Любечанский, Митьковский, Могилевецкий, Новоропский, Новосергеевский, Ольховский, Оптенский, Павловский, Плавенский, Побожеевский, Прусковский, Рубежанский, Руднянский, Сачковичский, Староропский, Сытобудский, Хохловский, Чернооковский, Шамовский.